# Karl Sanders

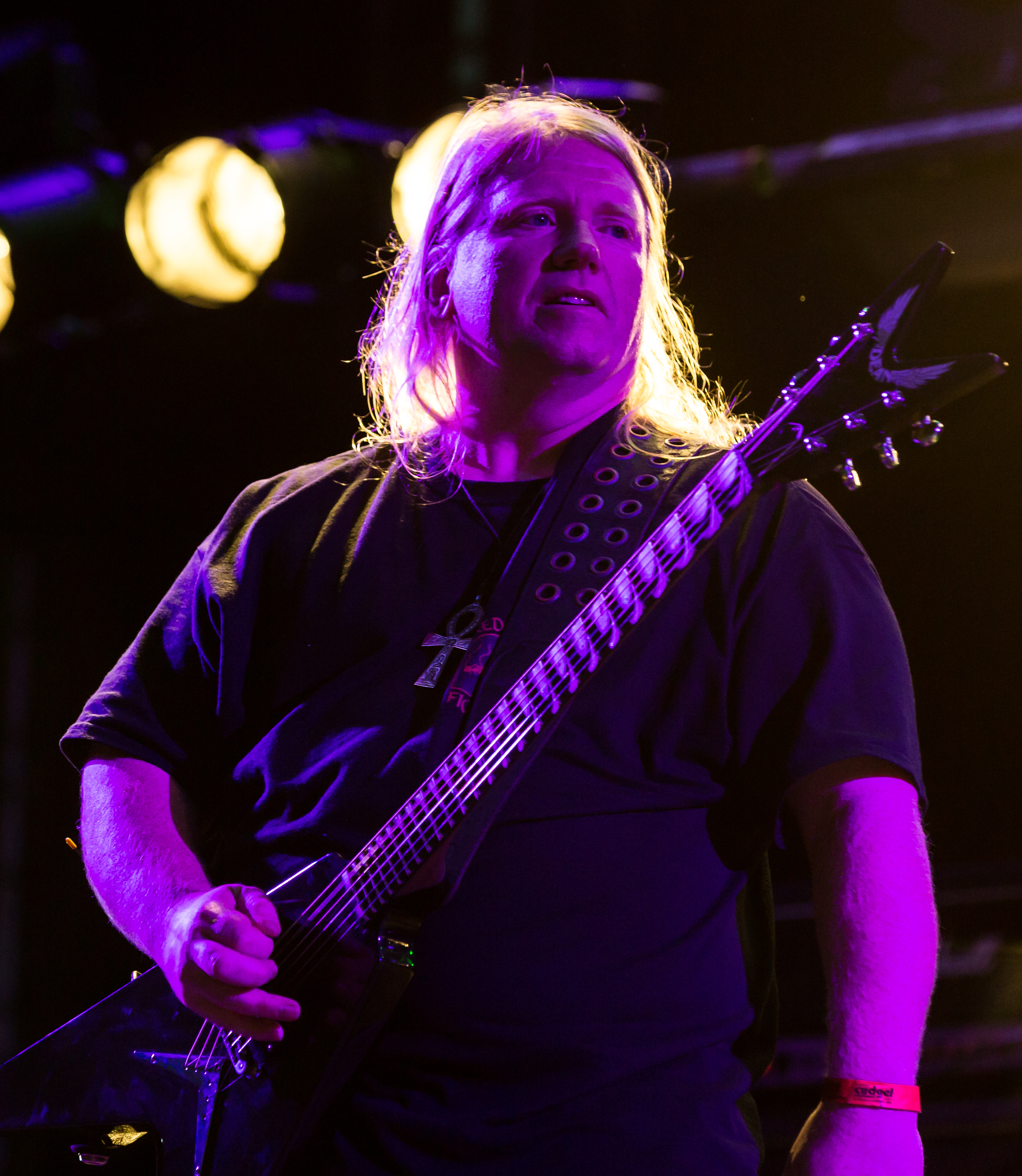
Karl Sanders (2017)

Karl Sanders (* 5. Juni 1963 in Greenville, South Carolina) ist ein US-amerikanischer Gitarrist und Sänger. Er ist Mitglied der von ägyptischer Mythologie und orientalischer Musik geprägten Death-Metal-Band Nile und ist bekannt für sein schnelles, technisches Gitarrenspiel.

## Leben
Sanders war schon von klein auf durch Metal geprägt. Unter anderem wohnte er in den 80er Jahren mit den Mitgliedern von Morbid Angel in einem Haus in Tampa, Florida. Dort sammelte er auch bereits Ideen, beeinflusst durch den damals entstehenden Death Metal. Bevor er Nile gründete, spielte er in den späten 1980ern bei Thrash-Metal-Bands, unter anderem bei Morriah, und auf Konzerten der jungen Morbid Angel und anderen US-amerikanischen Death-Metal-Bands. Neben seiner Tätigkeit bei Nile spielte er Gitarrensoli als Gastgitarrist bei Bands wie Behemoth oder Ex Deo.
Im Jahre 2004 erschien das erste Album seines Soloprojekts, „Saurian Meditation“, welches ägyptische Klänge beinhaltet, die er in diesem Umfang nicht bei Nile hätte veröffentlichen können. Dennoch stammen die Ideen dazu aus der Arbeit für Nile. Das Album erschien bei Relapse Records im Oktober 2004. Danach widmete er sich wieder Nile. Am 14. April 2009 erschien sein zweites Soloalbum, betitelt „Saurian Exorcisms“, bei The End Records. Sanders übernahm auf diesem Werk alle Instrumente, zu denen unter anderem auch die Baglama Saz und die Glissentar gehören. Er wurde lediglich bei den Gesängen von Mike Breazeale unterstützt.
Er schreibt die Texte für Nile, die sich meist mit altägyptischer oder mesopotamischer Mythologie befassen.
Im Jahr 2017 reiste Sanders erstmals nach Ägypten, um gemeinsam mit Nader Sadek, Derek Roddy und Mahmud Gecekusu an der EP The Serapeum zu arbeiten.
Karl Sanders hat einen Sohn.

## Diskografie (Solo)
- 2004: Saurian Meditation
- 2009: Saurian Exorcisms
- 2022: Saurian Apocalypse